# Andreu Castillejos i Furió
Andreu Castillejos i Furió   (Elx, 1942 - Sant Vicent del Raspeig, 11 de desembre de 2013) fou un fotògraf, pintor i activista social valencià.

## Biografia
Andreu Castillejos començà a treballar a l'edat de deu anys en un taller de fundició. Fou professor de pintura al col·legi públic Eugeni D´Ors als anys 80 i, anys més tard, a l'Escola de Pintura de l'Hort del Xocolater d'Elx.
Castillejos estigué compromès amb les lluites socials, solidàries i culturals. Fou un decidit defensor de la llengua i cultura del País Valencià i fou soci i president honorífic del Casal Jaume I d'Elx. Exercí una intensa tasca social i solidària en organitzacions de suport a l'Amèrica Llatina, Palestina (participà en una expedició de la Flotilla de la Llibertat) i moviments ciutadans.
El 3 de febrer del 2017 l'Ajuntament d'Elx adoptà la decisió de canviar el nom del carrer José María Pemán pel d'Andreu Castillejos.

## Carrera artística
El 1966 realitzà la seua primera exposició a Cartagena, i fou l'inici d'una llarga carrera. Avui la seua obra s'exposa en museus i sales d'arreu de l'estat espanyol: Museu Popular d'Art Contemporani de Vilafamés (Castelló), el Museu d'Art Contemporani d'Elx, el Museu d'Art Contemporani de l'Alt Aragó, el Museu de San Telmo de Sant Sebastià i el Museu Estatal de Dibuix Castell de Larrés d'Osca.
El 1987, fundà amb Joan Llorens i Casto Mendiola el grup Esbart Zero, el qual realitzà exposicions en llocs com Nicaragua, Dinamarca, França i Cuba.
Castillejos publicà diversos llibres amb il·lustracions i fotografies i en publicaren l'obra diverses revistes nacionals i internacionals. Fou reconegut amb guardons nacionals com el Premi del Saló de Bocairent, el Premi del Saló de l'Escala, a Girona, el Premi del Saló d'Eibar, el Premi del Saló de Tarragona i obtingué el primer premi al certamen convocat per l'Editorial de Barcelona Grup del Llibre el 1999.
Destaca de la seua obra fotogràfica les instantànies que feu del Misteri d'Elx, donant així una visió renovada de La Festa. Aquesta dedicació al Misteri el portà a realitzar-ne exposicions i retrospectives, com la realitzada el 1986, i impulsada per la Generalitat Valenciana, Món i Misteri de la Festa d'Elx. Castillejos fou també membre del Patronat del Misteri.